# 金山小白鶴
| \| 本條目屬於 臺灣系列 \| |
| 前往臺灣主題頁 |
| 臺灣概況 - 經濟 • 政治 • 法律 • 人權 • 能源 • 交通 行政區劃 • 城市 • 政府 • 政黨 • 選舉 • 總統 • 外交 軍事 • 族群 • 人口 • 公民 • 原住民族 • LGBT權益 臺海現狀 • 臺灣問題 |
| 臺灣文化 （總覽） - 文學 • 料理 • 茶藝 • 小吃 • 夜市 • 郵票 建築 • 語言 • 宗教 • 葬禮 • 古蹟 • 遺址 • 國寶 民俗文物 • 節日 • 教育 • 體育 • 媒體 • 眷村 文化活動 • 觀光 • 購物中心 • 百貨公司 世界遺產潛力點 • 歷史建築百景 • 流行文化                                                    |
| 臺灣藝術 （總覽） - 音樂 • 漫畫 • 動畫 • 電影 • 攝影 • 舞蹈 戲劇 • 臺劇 |
| 臺灣地理 （總覽） - 天文 • 氣候 • 地質 • 地震 • 斷層 • 火山 • 生態 濕地 • 山峰 • 山脈 • 湖泊 • 水庫 • 河流 • 溫泉 島嶼 • 海岸 • 特殊生物 • 保育生物 • 生態環境 自然保護區 • 國家公園 • 森林遊樂區 縣市級風景特定區 • 直轄市級風景特定區 國家級風景特定區                                 |
| 臺灣歷史 （詳細） - 史前時期(-1624)↓理蕃政策(1933) 原住民聯盟與政權↓奧蘭治城包圍戰(1662)↓澎湖海戰(1683)↓馬關條約(1895)↓日本投降(1945) 荷屬福爾摩沙/西屬艾爾摩莎 鄭氏政權清治時期 日治時期 戰後時期 │1624│1649│1674│1699│1724│1749│1774│1799│1824│1849│1874│1899│1924│1949│1974│1999│2024 |
| 閱 • 論 • 编 |
| 本條目屬於 臺灣系列 |

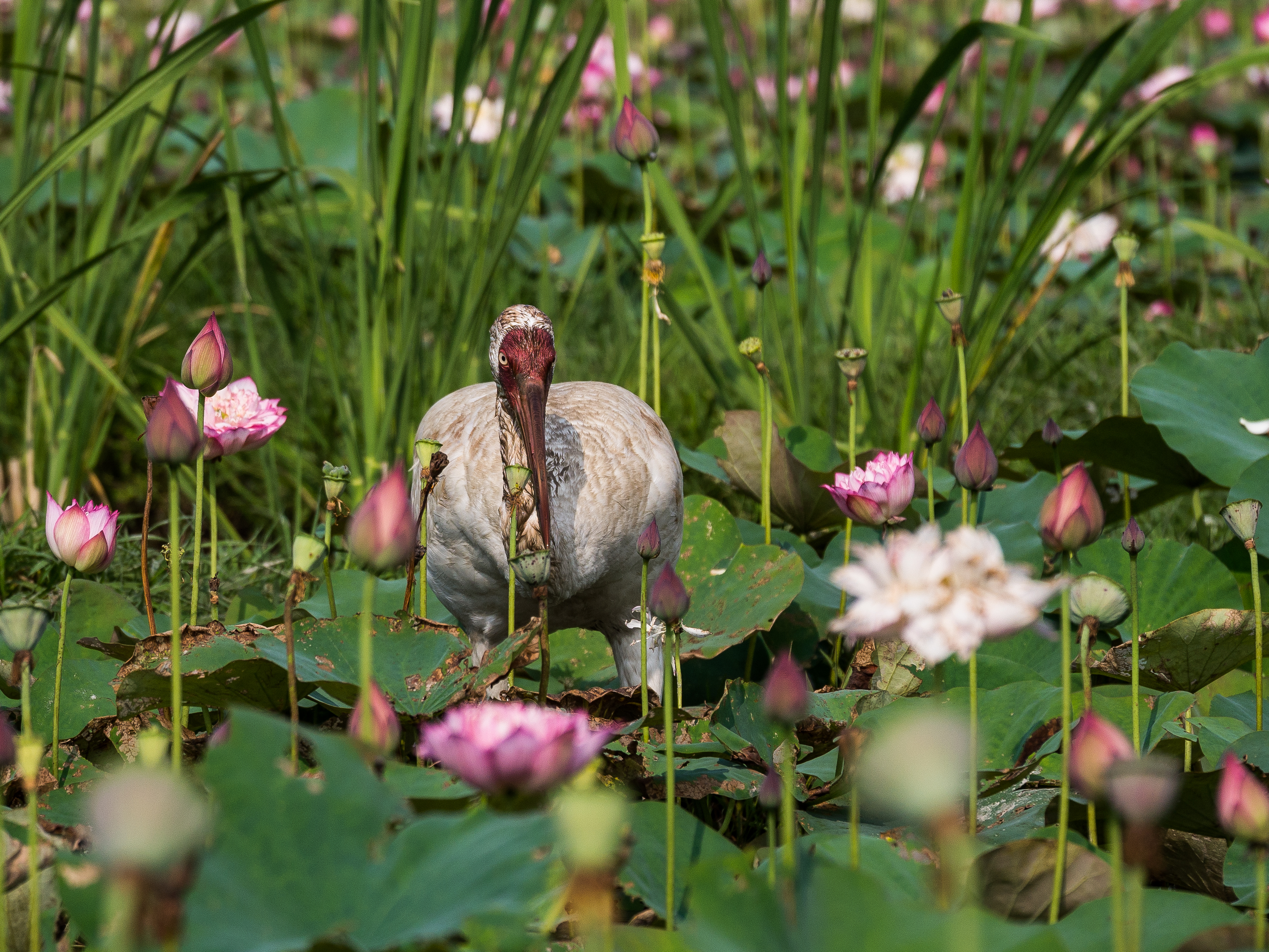
金山小白鶴

金山小白鶴，是一隻迷路飛到台灣的白鶴亞成鳥，在新北市金山區受到保育人士照顧，而自2014年12月13日起停留至2016年5月12日的事件。在此之前，鳥友曾於12月10日在彭佳嶼發現其蹤跡。白鶴雖然屬於遷徙鳥和越冬鳥，但台灣向來不是白鶴的過冬區，此次白鶴至台灣過冬事件，也引起了俄羅斯媒體《西伯利亞時報》（The Siberian Times）的注意，而至台灣進行專訪。台灣大學森林環境暨資源學系副教授丁宗蘇接受訪問時稱，由於台灣被列為禽流感疫區，不能讓這隻白鶴放飛回到西伯利亞或中國大陸
。

## 背景

白鶴的遷徙與分布

白鶴（學名：Leucogeranus leucogeranus）是鶴科的成員之一，分為東部、西部兩大族群，現存99%的白鶴都屬於東部族群，主要居住在萨哈共和国一帶，冬季時會飛到中國江西省的鄱陽湖避冬，但在三峽大壩落成後，白鶴的棲息地消失，現已被國際自然保護聯盟列為極危物種。

## 追蹤歷程
- 2014年12月10日，鳥友在彭佳嶼發現其蹤跡。
- 2014年12月13日，飛至新北市金山清水濕地駐留。
- 2015年12月18日晨0時，飛至臺北市松山區公車站附近，由台北市動物保護處帶離，當日上午確認為金山小白鶴[7]。
- 2015年12月19日上午9時30分，移轉回新北市金山清水濕地野放處置[8]。
- 2016年5月4日上午11點35分，原自金山棲息地，與三隻東方白鸛一齊飛往野柳方向（飛離方向：金山野柳，風向：東南風/3.8公尺/秒，溫度:26度C）。鳥界估算此次應可順利北返[9]。
- 2016年5月5日下午2點，被群眾發現出現在基隆碇內的基隆河岸，令關心其生活動態的群眾們，擔心其今年是否又失去北返機會[10][11]。
- 2016年5月7日上午8點09分，又飛回金山清水濕地[12][13][14]。
- 2016年5月12日上午9點57分，棲地保育員莊國樑回報，小白鶴飛離棲地，疑為北返作準備（飛離方向：金山中角，風向：東南風/5公尺/秒，溫度:31度C）[15][16]。
- 2016年5月18日，小白鶴自飛離溼地，已邁入第7日，研判有北返西伯利亞跡象，基金會表示，已請中、日、韓，協尋並通報小白鶴蹤跡[17]。

## 週邊效應
- 2013年，為促使歷年往來各國國界之冬候鳥類有較理想之暫留棲地，新北市政府水利局及營建署聯合台灣生態工法發展基金會投入資金復育金山清水溼地，由於復育有成，間接地讓2014年12月13日，因南返度冬而迷途的白鶴亞成鳥停留暫駐（至2016年5月4日止）計達513天日程[18]。
- 由於小白鶴的到來與暫駐，水利局與當地農民協商，鼓勵農民們友善耕作。農業局亦跨單位合作，建立「保價收購」模式，提出金山倡議的政策吸收因護鳥所產生的作物損耗，逐步形成一良性的生態共生的雛型。
- 2016年4月，新聞報導，清水濕地棲地附近，因野狗及附近民宅家犬騷擾野鳥正常作息，致小白鶴警戒心增加，逐漸對觀賞民眾與當地物種有攻擊表態現象產生。動物保護處為維護小白鶴的生存環境，避免外來干擾增加，特聘請保全人員協助維護棲地安全。並設誘捕籠，降低野狗的危害度。也要求附近民宅的家犬，出門散步須加掛控制繩索，避免再有犬隻追逐野鳥狀況產生[19]。
- 2016年5月9日，生態工法基金會副執行長邱銘源同日表示，2016年5月7日發現有異狀，取水作初步檢測，檢測數值達PH值10，明顯異常。多方查訪結果，為上游老農以為小白鶴不再回來，又覺得週遭草長勢過大，故施用了除草劑除草。 [20]
- 2016年5月12日，基金會副執行長邱銘源表示，小白鶴是因為迷航，輾轉飛到臺灣，「鳥來是偶然，鳥走是必然」，希望大家以平常心對待。執行長廖仁慧表示，大家應更關心爾後金山的農地，是否能夠回復到不使用農藥的復耕環境，如此小白鶴偶然的臺灣行，才會顯的更有意義。
- 新北市金山金美國小附設幼稚園老師，在此次事件，對小朋友增加教育紮根機會，利用顏色、道具模擬「農藥、雨水、梯田」之間的關係與汙染影響。
- 新北市農業局表示，鑒於臺灣地處於東亞候鳥遷移路線的關鍵處，將致力於有機耕作及生態保育，希望對爾後候鳥棲地抉擇有一最佳選擇。
- 2016年5月25日，記者網路發文說明，由於金山當地農地已近一年多的禁絕農藥施作，隔絕20年多的螢火蟲又出現蹤跡了[21]。
- 2016年9月9日，清水濕地蓮花田上空，出現大群白鷺鷥（約500多隻）盤旋的畫面[22][23]。
- 2017年，「KEEP WALKING夢想資助計畫」與基金會合作，展開「極地科學研究」。同年7月17日（記者發稿日），三位研究員（徐振輔）、（呂立中）、（曾奕晴），已在俄羅斯西伯利亞（北緯70度）處與當地學者交流，透過極地壯遊、地理資訊交流互助、採集聲音，彙整聲音資料庫，拓展臺灣生態研究視野[24]。
- 2017年8月27日，清水濕地上空，再度出現大群白鷺鷥群盤旋的畫面（群聚數更多，目視約700多隻），原2016年支援基金會三位地主，亦改種起蓮花，盼小白鶴若有機會再來臺時,可以再次吃飽飽。另外，2017年新加入「水田復育」的五位地主，也自主管理良好。基金會預估，後續將會有更多候鳥暫留此區域[25][26]。

## 外部連結
- 金山小白鶴Facebook粉絲頁 （页面存档备份，存于）